# Winsumerdiep

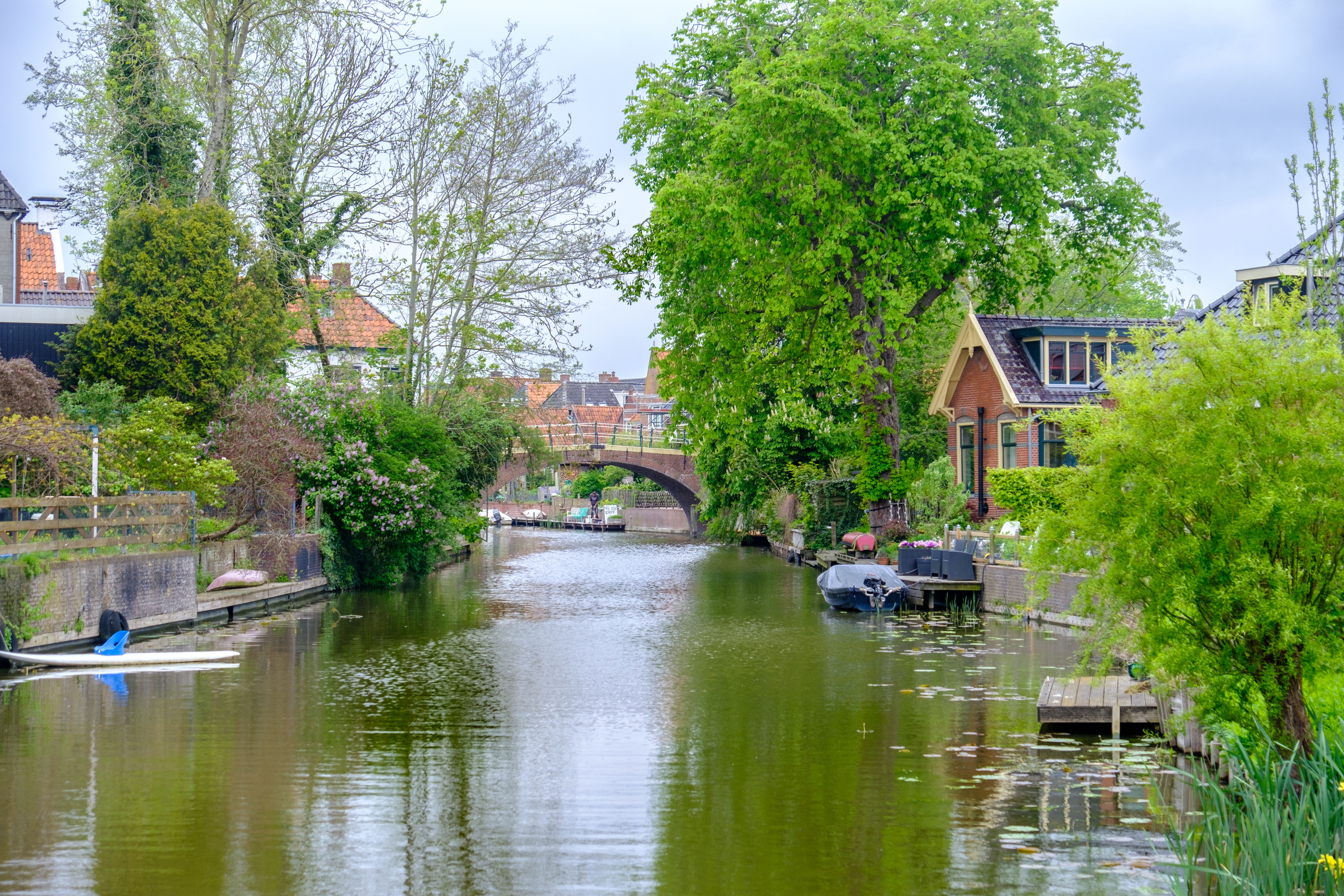
Het Winsumerdiep tussen Obergum en Winsum met op de achtergrond De Boog

Het Winsumerdiep, vroeger ook Zijldiep genoemd, is een kanaal van het Boterdiep bij Onderdendam via het dorp Winsum naar het Reitdiep bij Schaphalsterzijl. Het is een overblijfsel van de Delf.
De licht slingerende loop is een gevolg van de eb-en-vloedwerking uit de tijd dat het Reitdiep nog in open verbinding stond met de zee. In 1877 werd het Reitdiep afgesloten.
Oorspronkelijk mondde het diep bij Oldenzijl even ten westen van Winsum uit in het Reitdiep, nu Oude Diepje. Het voormalige Winsumerdiep daar heet nu Oldenzijlsterdiepje.

## 1759
Beschrijving van het Winsumerdiep uit 1759 zoals dat is beschreven in het specificq Register van alle sodanige Zijllen &c. als waar over het Generale Zijlvest van Winsumer en Schaphalster Zijllen het opsight is hebbende
Het opsight en onderhoudt over
en van het grote Canaal of
Zijldiep, waar door het gehele Zijlvest
moet doorwateren beginnende ut
Onderdendam. Langhs de Caspelen
Menkeweer, Onderwierum, Winsum
Obergum, en Maarhuisen tot an de
Winsumer en Schaphalster
Zijlen.
Het opsight en onderhoudt op en
van het Buijten Canaal, de Moude
of Rijt genaamt, strekkende van
de Winsumer en Schaphalster Zijllen
tot het Reijdiep met sijn post
en paalwerken.

## Verbreding
In 1856 is het kanaal verbreed om zo een betere afwatering te garanderen. Door Winsum was dit vanwege de bebouwing die dicht op het water stond niet mogelijk. Er werd toen een kanaal om het noordelijke deel van het dorp (Obergum) gegraven dat de naam Hulpkanaal om Obergum kreeg.

## Bruggen
Over het kanaal liggen van oost naar west de volgende bruggen:
1. de Zijlvesterbrug, tegenover het voormalige Zijlvesterhuis in Onderdendam
2. de brug in de weg De Ploeg in Winsum
3. de Jeneverbrug, het hoogholtje in de Haven van Winsum
4. de Boog, de stenen brug in de Hoofdstraat
5. de dubbele brug in de Provinciale weg 361 en de parallelweg Wierdaweg
6. de brug over de sluis de Winsumer- en Schaphalsterzijlen

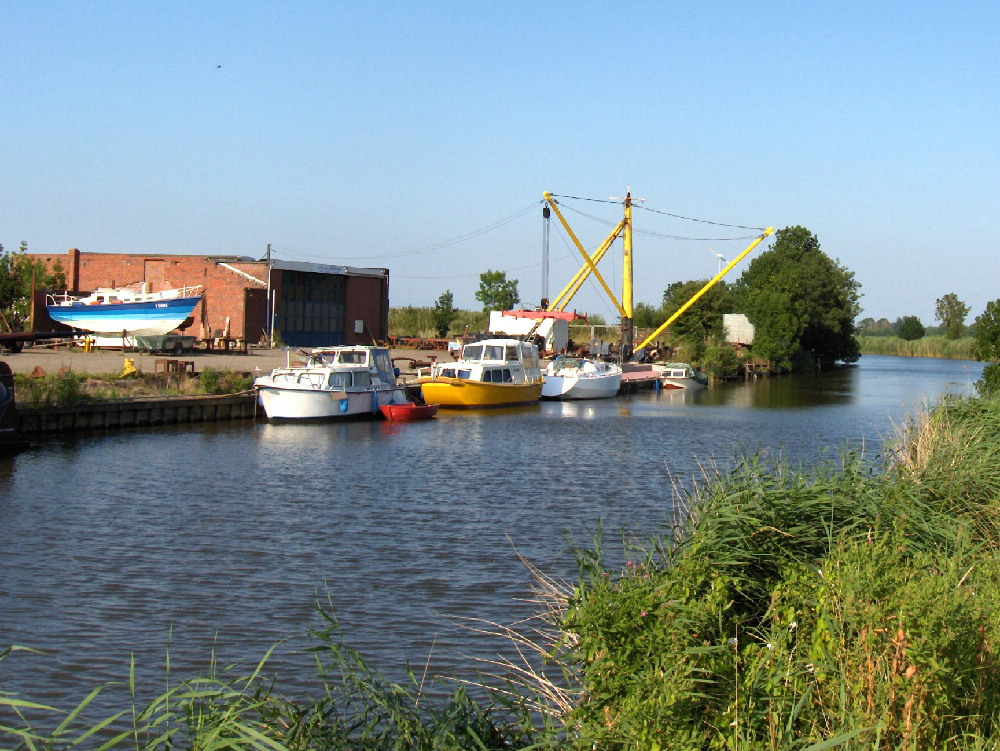
Het Winsumerdiep tussen Winsum en Onderdendam, bij de vm. steenfabriek De Brake, nu een scheepswerf
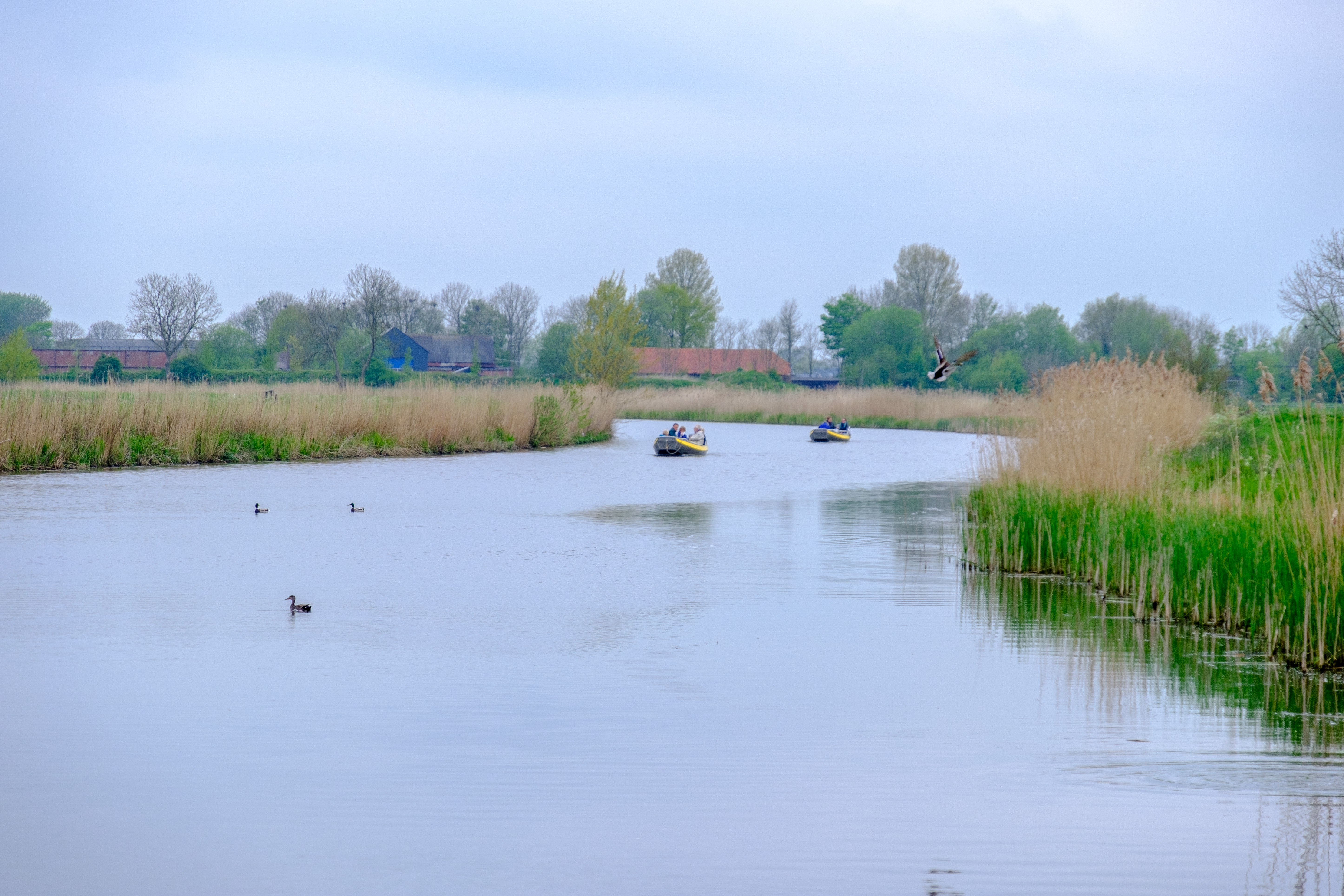
Het Winsumerdiep gezien in de richting van de voormalige steenfabriek De Brake
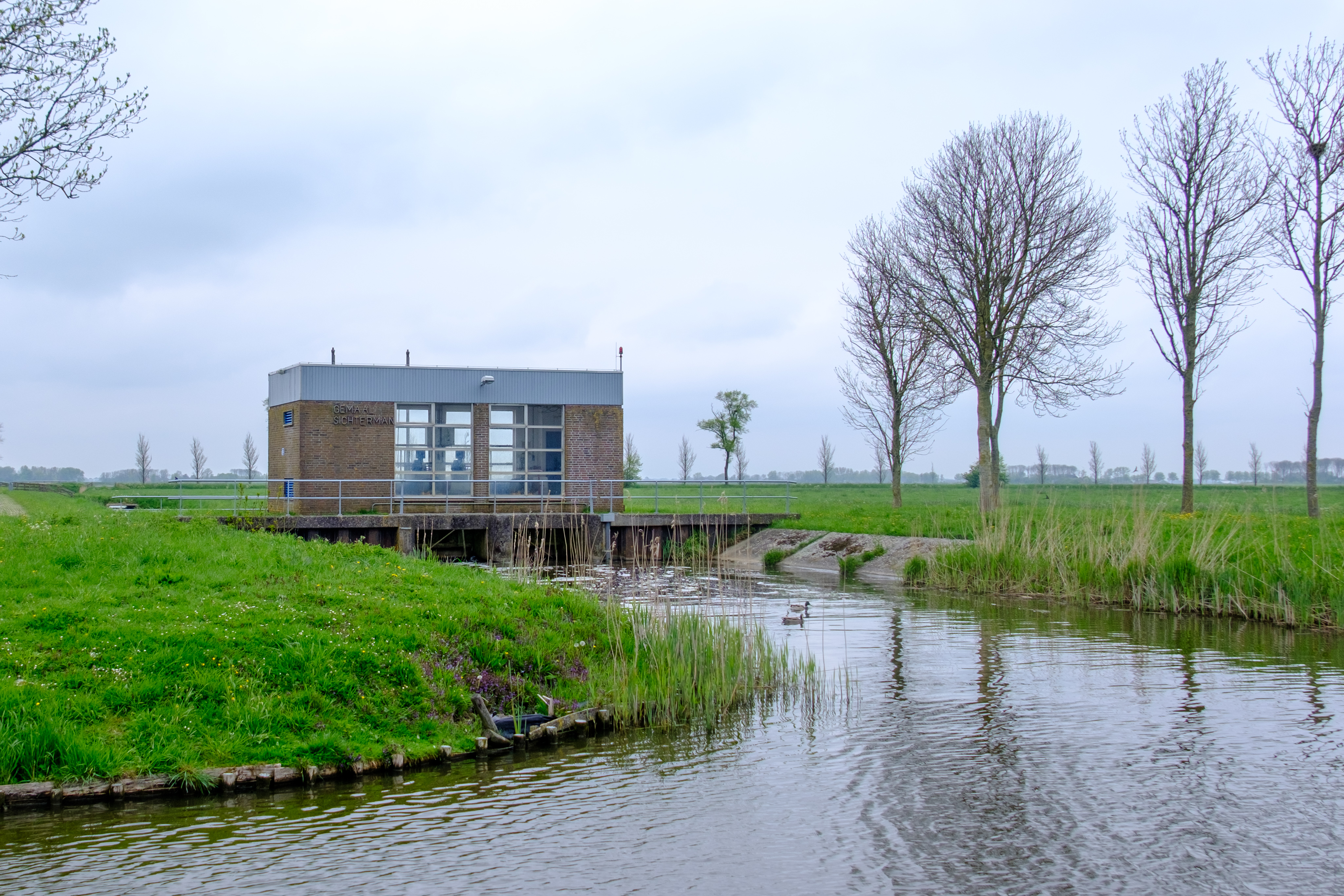
Gemaal Sichterman bij de instroom van De Weer tussen Winsum en Onderdendam